# Adolf Amort
Adolf Gustaw Amort ps. „Murdelio” (ur. 17 października 1831 w Sanoku, zm. ?) – oficer, powstaniec styczniowy, urzędnik.

## Życiorys
Urodził się 17 października 1831 w Sanoku. Był synem urodzonego w Krakowie Jana Nepomucena Amorta (sprzedawca, kupiec, zm. 1832 w wieku 34 lat) i Franciszki z domu Korczyńskiej. W Sanoku 22 października 1831 mieście został ochrzczony przez ks. proboszcza ks. Jana Grabowskiego pod imionami Gustaw Adolf Amort. Miał troje rodzeństwa z ojca Jana, tak jak on urodzonego w tym mieście: Helenę Franciszkę (1828-1838), Jana Nepomucena (1830-1831), Teresę Sabinę (pogrobowiec, ur., zm. 1832) oraz brata Karola (1833-1834, nieślubne dziecko owdowiałej matki). Wraz z rodziną zamieszkiwał tam w domu pod numerem konskrypcyjnym 87 (stan w 1828), 86 (pocz. lat 30.), 55 (1833), 197 (1836). W dorosłym życiu był przedstawiany jako Adolf Gustaw Amort. Według różnych wersji Adolf Amort był spolonizowanym Serbem bądź Węgrem. Przez całe życie był wyznania rzymskokatolickiego.

### Służba wojskowa
Został oficerem Armii Cesarstwa Austriackiego. Służył w 9 pułku piechoty w Stryju, od około 1852 jako kadet (Cadet), od około 1855 jako podporucznik 2 klasy (Unterleutenant 2. Classe), a od około 1859 jako porucznik (Oberleutenant). W 1859 brał udział w kampanii włoskiej. Po wybuchu powstania styczniowego 1863 przystąpił do strony polskiej jako były oficer armii austriackiej. Służył wówczas w stopniu majora, używając pseudonimu „Murdelio”. Pełnił funkcje naczelnika oraz organizatora formowanego w połowie 1863 oddziału Kajetana Cieszkowskiego ps. „Ćwiek” i został określony jako faktyczny dowódca tej jednostki (w późniejszym opracowaniu był wymieniany w grupie wyższych oficerów i samoistnych dowódców powstania styczniowego). W tymże oddziale służył później, biorąc udział w bitwach pod Kowalami, Lublinem, Wirem (tu został ciężko ranny w rękę), Puławami i innych. Odznaczył się w walkach pod Depułtyczami 5 sierpnia 1863, gdzie został ranny w rękę. Osoba Adolfa Amorta ps. „Murdelio” (wzgl. „Murdelion”) pojawia się wielokrotnie we wspomnieniach weterana powstańczego Stefana Brykczyńskiego.
W 1866 był rotmistrzem wolnych ułanów, sformowanych przez Regimentarza hr. Kazimierza Starzeńskiego w Ropczycach (tzw. „Krakusi” wówczas zostali wcieleni do 1 Galicyjskiego pułku ułanów). Został oficerem cesarskiej i królewskiej Armii i jako rotmistrz 2 klasy mianowany 22 lipca 1866 w latach od 1870 do około 1876 był oficerem rezerwy 3 pułku ułanów w Przemyślu, gdzie stacjonowała kadra uzupełniająca tej jednostki.

### Praca i działalność
Osiadł w Przemyślu, gdzie pracował zawodowo oraz działał na polu społecznym i politycznym. Od 1871 do 1899 jako oficer w stanie nieczynnym (pozasłużbowym) pełnił funkcję kasjera Kasy Oszczędności w Przemyślu (założonej w 1865). Od 1897 otrzymywał pensję w wysokości 2100 zł.. W trakcie swojej pracy uchodził za człowieka honorowego i zaufanego dyrekcji. Otrzymywał pochwały od przełożonych. W mieście był uważany za obywatela prawego, był poważany i szanowany z uwagi za swoją przeszłość wojskową oraz działalność publiczną. Powoływano go na arbitra przy sprawach o charakterze honorowym. Tym niemniej przed 1899 był karany za występki przeciw bezpieczeństwu czci.
17 sierpnia 1885 wszedł w skład ukonstytuowanego wówczas Komitetu dla Wygnańców z Prus w Przemyślu. Od 1887 do 1889 był prezesem wydziału Polskiego Towarzystwa Gimnastycznego „Sokół” w Przemyślu (wybrany 22 listopada 1888), 4 czerwca 1898 wybrany członkiem wydziału, w tymże roku był gospodarzem przemyskiego gniazda i był zastępcą przewodniczącego oddziału kolarzy przemyskiego TG „Sokół”. Od 1889 do 1891 był naczelnikiem ochotniczej straży pożarnej w Przemyślu. W tym czasie dowodził akcjami gaśniczymi podczas pożarów w mieście, później nadal pełnił tę funkcję (1892/1893), ponownie wybrany 8 września 1895. Podczas pobytu cesarza Franciszka Józefa I w Przemyślu 7 września 1889 dowodził strażą honorową obywatelską i ochotniczą strażą pożarną, czuwającymi nad utrzymaniem porządku. Był członkiem Towarzystwa Bursy przemyskiej, w której 15 września 1890 został wybrany do komisji lustracyjnej. W 1892 został wybrany członkiem komisji kontrolującej przy wydziale Towarzystwa Dramatycznego w Przemyślu. W październiku 1895 przystąpił do oddziału Towarzystwa Szkoły Ludowej w Przemyślu.
Był członkiem rady miejskiej (gminnej) w Przemyślu, wybierany w 1890 (zasiadł w Sekcji II finansowej i przemysłowej), w 1893, w 1895 został członkiem komitetu wyborczego, ponownie wybrany radnym w 1897. Był myśliwym. Decyzją rady miejskiej z 19 listopada 1891 został dzierżawcą polowania w miejskim lesie. Pełniąc mandat radnego rady gminnej w Przemyślu w 1893 kandydował do Rady c. k. powiatu przemyskiego. Z ramienia rady miejskiej do 1899 zasiadał w komitecie zarządzającym funduszem rzemieślników.

### Skazanie za defraudację
20 maja 1899 został aresztowany pod zarzutem defraudacji, tj. sprzeniewierzenia środków finansowych, których miał dokonać pełniąc funkcję kasjera Kasy Oszczędności w Przemyślu, po czym osadzono go w areszcie przy C. K. Sądzie Obwodowym w Przemyślu. Nieprawidłowości wykrył dr Skórski 11 maja 1899, a potwierdziło je przeprowadzone 17 maja skontrum kasy, które wykazało nieprawidłowości na łączną sumę 71 000 zł. (publicznie ogłoszono, że łączne straty wyrządzone przez kasjera wyniosły w kapitale i w procentach 77 529 zł. 90 ct.). Już podczas ujawnienia defraudacji Amort przyznał się do swoich czynów i przedstawił wytłumaczenie, że przyczynił się do tego niepomyślny przebieg jego gry na giełdzie. Część szkody (ponad 20 000 zł.) pokrył już wówczas poprzez przekazanie połowy swojej realności na rzecz kasy. 5 września 1899 przed trybunałem przysięgłych sędziów w Przemyślu rozpoczął się proces, w którym Adolf Amort został oskarżony o kradzieże z § 171 u. k. dokonane w latach od 1872 do 1892 (na kwotę łączną 59 130 zł.) oraz dokonane w latach od 1897 do 1899 sprzeniewierzenia z § 153 u. k. (na kwotę ok. 8000 zł.) i oszustwa § 197 u. k. (na kwotę 1500 zł.). W złożonych wyjaśnieniach przyznał się, że w okresie sprawowania stanowiska dyrektora przez Frankowskiego od 1873 do 1892 dokonywał wielu manipulacji i przywłaszczeń w kasie instytucji. Przed sądem nie poczuwał się do winy, w swoim mniemaniu nie miał zamiaru wyrządzenia szkody, stwierdził, że działał przez nieostrożność, a powstałe braki w kasie zamierzał wyrównać z majątku swojej zmarłej żony. W myśl § 179 u. k. groziła mu kara od 5 do 10 lat ciężkiego więzienia. Jako adwokat oskarżonego występował dr Edward Sumper-Solański. Wyrokiem z 7 września 1899 Adolf Amort został uznany winnym oszustwa i skazany na karę trzech lat ciężkiego więzienia, z obostrzeniem jednorazowym postem co miesiąc. Ponadto był zobowiązany do pokrycia kosztów postępowania karnego, do zapłaty poszkodowanej Julii Durbak odszkodowania w wysokości 1000 zł., natomiast ewentualne żądanie Kasy Oszczędności odszkodowania od Amorta przysługiwało na drodze cywilnej. Jednocześnie został uniewinniony od oskarżenia o zbrodnię kradzieży w myśl § 171, 173, 174 II d) u. k. oraz o zbrodnię sprzeniewierzenia w myśl § 183 u. k.. Oskarżenie i skazanie Amorta było zaskoczeniem dla społeczności Przemyśla z uwagi na przekonanie o jego nieskazitelności, a cała sprawa była szeroko komentowana także w prasie ogólnopolskiej. 28 listopada 1899 Amort jako skazaniec został odtransportowany w grupie więźniów z Przemyśla do zakładu karnego we Lwowie. Według stanu z marca 1902 odsiadywał karę w więzieniu Brygidki we Lwowie.

### Życie prywatne
Był żonaty z Emilią (zmarła przed 1899). Byli bezdzietni. Oboje zamieszkiwali w Przemyślu w domu pod numerem 115. Adolf Amort posiadał realność przy ulicy Długiej.
W 1907 na terenie prywatnym, tzw. „Amortówce”, zaplanowano budową siedziby komendy korpusu c. k. armii. 18 października 1909 Kasa Oszczędności nabyła na publicznym przetargu grunty „Amortówki”, na której parcele pojawiały się oferty, co miało pokryć dawne straty. Na początku 1910 został rozstrzygano konkurs na parcelację „Amortówki”, ogłoszony przez Dyrekcję Kasy Oszczędności w Przemyślu. W 1911 grunty „Amortówki” pozostające nadal we władaniu Kasy Oszczędności były przedmiotem sprzedaży.